# Litispendență
Litispendența reprezintă situația procesuală în care două sau mai multe instanțe de fond, deopotrivă competente, sunt sesizate cu aceeași cauză civilă. 
Ea reprezintă o împrejurare anormală în opera de înfăptuire a justiției, întrucât poate determina pronunțarea unor hotărâri judecătorești contradictorii. Mijlocul procedural destinat a înlătura o atare situație este tocmai excepția de litispendență, deoarece potrivit articolului 163 alin. (1) C. proc. civ., nimeni nu poate fi chemat în judecată pentru aceeași cauză, același obiect și de aceeași parte înaintea mai multor instanțe.

## Condiții pentru excepția de litispendență
Pentru invocarea excepției de litispidență, trebuie să existe una dinte următoarele cauze:
- existența unei identități de părți, obiect și cauză;
- cele două cauze să se afle pe rolul unor instanțe române deopotrivă competente;
- pricinile să se afle în fața instanțelor de fond, dar și daca se află, una în fond și alta în apel.

### Litispendența este o excepție absolută
- Trebuie invocată la instanța cea din urmă învestită cu soluționarea cauzei și retrimisă instanței care a judecat prima ori instanței mai mare în grad, dacă instanțele învestite nu au același grad.
- Instanța va da o hotărâre pentru admiterea excepției de litispendență, cu recurs în 5 zile și o încheiere pentru respingerea ei, atacabilă numai împreuna cu fondul.
- Litispendența se bazează pe două principii esențiale: identitatea de părți, obiect și cauză, pentru a preveni pronunțarea unor hotărâri contradictorii.